# Campionati del mondo di ciclismo su strada 2007
I Campionati del mondo di ciclismo su strada 2007 (en.: 2007 UCI Road World Championships) furono disputati a Stoccarda, in Germania, tra il 25 e il 30 settembre 2007.

## Eventi

### Cronometro individuali
Mercoledì 26 settembre
- 09:00 - 13:15 Uomini Under 23 – 38,100 km
- 13:00 - 16:05 Donne Elite – 25,100 km

Giovedì 27 settembre
- 12:30 - 17:00 Uomini Elite – 44,900 km

### Corse in linea
Sabato 29 settembre
- 09:00 - 12:45 Donne Elite – 133,700 km
- 13:30 - 18:05 Under 23 – 171,900 km

Domenica 30 settembre
- 10:30 - 17:30 Uomini Elite – 267,400 km

## Medagliere
| Pos.   | Nazione     | Oro | Argento | Bronzo | Totale |
| ------ | ----------- | --- | ------- | ------ | ------ |
| 1      | Italia      | 2   | 0       | 1      | 3      |
| 2      | Paesi Bassi | 1   | 1       | 1      | 3      |
| 3      | Germania    | 1   | 0       | 1      | 2      |
| 4      | Svizzera    | 1   | 0       | 0      | 1      |
| 4      | Slovacchia  | 1   | 0       | 0      | 1      |
| 6      | Russia      | 0   | 2       | 0      | 2      |
| 7      | Australia   | 0   | 1       | 0      | 1      |
| 7      | Stati Uniti | 0   | 1       | 0      | 1      |
| 7      | Ungheria    | 0   | 1       | 0      | 1      |
| 10     | Austria     | 0   | 0       | 1      | 1      |
| 10     | Regno Unito | 0   | 0       | 1      | 1      |
| 10     | Francia     | 0   | 0       | 1      | 1      |
| Totale | Totale      | 6   | 6       | 6      | 18     |

## Sommario degli eventi
| Eventi                 | Oro                        | Tempo                      | Argento                       | Tempo   | Bronzo                      | Tempo   |
| Uomini Elite           |                            |                            |                               |         |                             |         |
| Gara in linea dettagli | Paolo Bettini Italia       | 6h44'43" Media 39,642 km/h | Aleksandr Kolobnev Russia     | s.t.    | Stefan Schumacher Germania  | s.t.    |
| Cronometro dettagli    | Fabian Cancellara Svizzera | 55'41"35 Media 50.664 km/h | László Bodrogi Ungheria       | a 51"6  | Stef Clement Paesi Bassi    | a 57"71 |
| Uomini Under-23        |                            |                            |                               |         |                             |         |
| Gara in linea dettagli | Peter Velits Slovacchia    | 4h21'22" Media 39,461 km/h | Wesley Sulzberger Australia   | s.t.    | Jonathan Bellis Regno Unito | s.t.    |
| Cronometro dettagli    | Lars Boom Paesi Bassi      | 48'57"93 Media 46,906 km/h | Michail Ignat'ev Russia       | a 8"6   | Jérôme Coppel Francia       | a 45"59 |
| Donne Elite            |                            |                            |                               |         |                             |         |
| Gara in linea dettagli | Marta Bastianelli Italia   | 3h46'34" Media 35,406 km/h | Marianne Vos Paesi Bassi      | a 6"    | Giorgia Bronzini Italia     | s.t.    |
| Cronometro dettagli    | Hanka Kupfernagel Germania | 34'43"79 Media 43,432 km/h | Kristin Armstrong Stati Uniti | a 23"47 | Christiane Soeder Austria   | a 41"53 |